# 部落産業
部落産業（ぶらくさんぎょう） とは、被差別部落の生業を起源とする産業や被差別部落出身者が多く従事している（と、世間一般でみなされている）産業の事で、食肉業、皮革業、葬儀業、廃棄物処理業、太鼓製造業などの産業をいう。全体的に見て、動物や人間の遺体に関連する産業が多い。